# Kitahiroshima
Kitahiroshima (北広島市, Kitahiroshima-shi) és una ciutat i municipi situat a la subprefectura d'Ishikari, a Hokkaido, Japó. Kitahiroshima és el 14é municipi més poblat de Hokkaido i es troba a l'àrea metropolitana de Sapporo. La seua població el 2019 va ser de 58.268 persones.

## Història
L'1 de setembre de 1996 el municipi de Hiroshima va ser promocionat a l'status de ciutat, però de seguida va sorgir el problema de que ja hi havia al país una ciutat anomenada Hiroshima (capital de la prefectura del mateix nom), així doncs, l'antic municipi de Hiroshima va haver de ser reanomenat amb el nom de Kitahiroshima (literalment, Hiroshima nord o Hiroshima del nord en japonés, possiblement fent referència a la seua situació al nord del Japó). De fet, el nom de l'antic i l'actual municipi prové del fet que la zona va ser poblada a principis de l'era Meiji per immigrants de la ciutat d'Hiroshima, a la regió de Chugoku.

### Cronologia
- 1884: 25 famílies, 107 persones emigrades d'Hiroshima s'instal·len a la zona.
- 1894: Es funda el nou municipi d'Hiroshima.
- 1968: La vila d'Hiroshima es promocionada a poble.
- 1996: Hiroshima es promocionada a ciutat i canvia el seu nom a Kitahiroshima.

## Administració

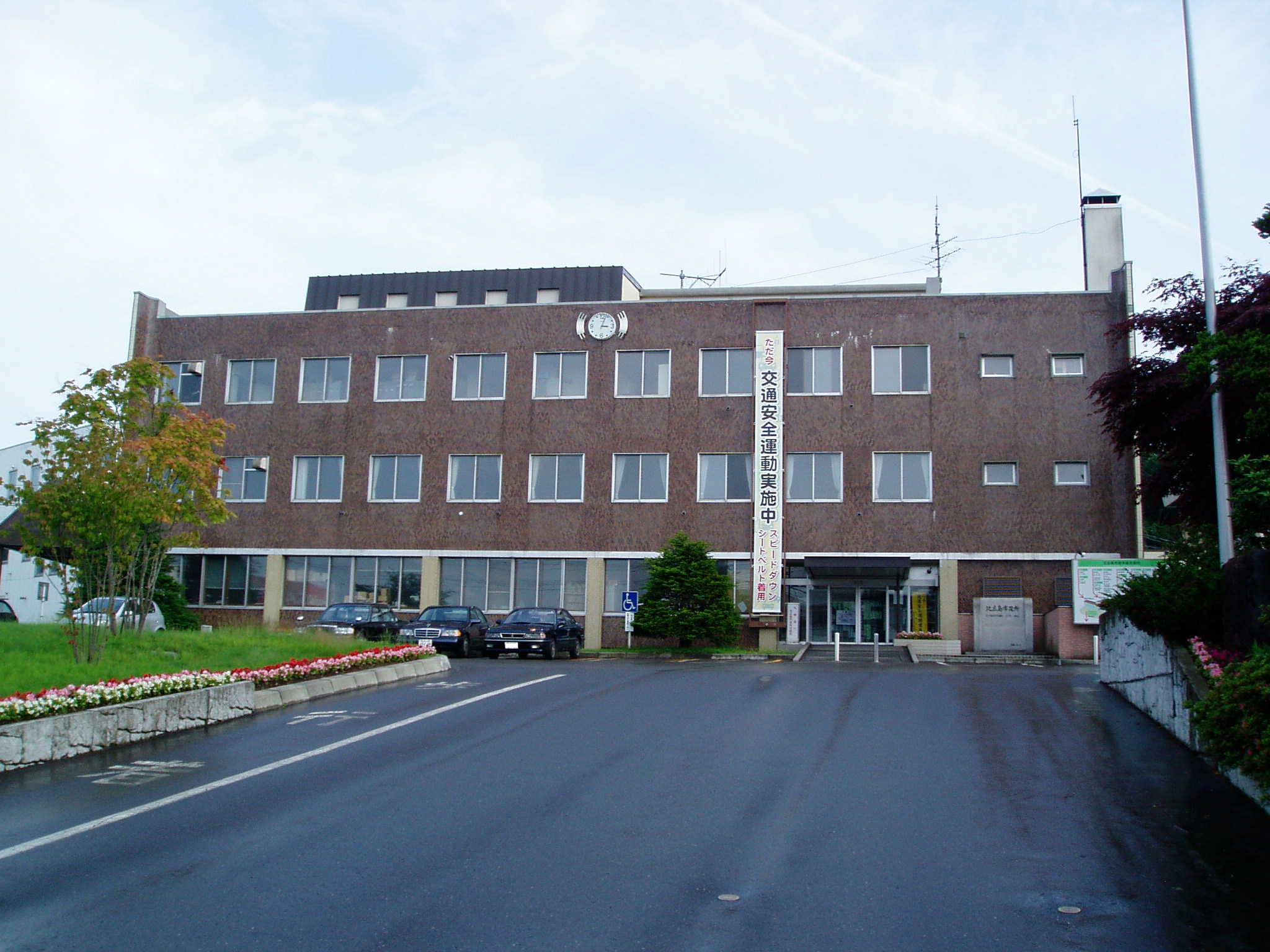
Edifici de l'ajuntament de Kitahiroshima

### Assemblea municipal
La composició del ple municipal de Kitahiroshima és la següent:
| Partit | Partit                      | Partit | Regidors |
| ------ | --------------------------- | ------ | -------- |
|        | Club Liberal                | PLD    | 7 / 22   |
|        | Partit Comunista del Japó   | PCJ    | 3 / 22   |
|        | Kōmeitō                     | KMT    | 2 / 22   |
|        | Xarxa Ciutadana de Hokkaidō | XCH    | 2 / 22   |
|        | Club Ciutadà                | PDC    | 2 / 22   |
|        | Independents                |        | 6 / 22   |
|        | Escons vacants              |        | 0 / 22   |

### Alcaldes
En aquesta taula només es reflecteixen els alcaldes democràtics, és a dir, des de l'any 1947. Cal recordar que la ciutat de Kitahiroshima es fundà l'any 1996, però a aquesta taula també s'inclouen els alcaldes de l'anterior ciutat de Hiroshima.
| Període   | Alcalde           | Partit |
| --------- | ----------------- | ------ |
| 1996-2005 | Tetsuhide Honroku | Ind    |
| 2005-     | Masami Ueno       | Ind    |

## Demografia
Kitahiroshima va començar a créixer demogràficament a mitjans de la dècada de 1970, una miqueta més tard que la resta de municipis del seu entorn, que ho feren als 1950 o 1960 per la incipient expansió de Sapporo. Kitahiroshima també és una ciutat dormitori de Sapporo vivint treballadors que es desplacen tots eld dies a la capital i alguns campus de les universitats de Hokkaido. No obstant això, des de mitjans de la dècada dels 2010 (quan el Japó va deixar de tindre un creixement positiu), la població de Kitahiroshima ha anat baixant any rere any.
| 1920  | 1930  | 1940  | 1950  | 1960  | 1970  | 1980   | 1990   | 2000   | 2010   | 2020   |
| ----- | ----- | ----- | ----- | ----- | ----- | ------ | ------ | ------ | ------ | ------ |
| 4.502 | 3.942 | 3.973 | 6.994 | 7.564 | 9.746 | 34.148 | 47.758 | 57.731 | 60.370 | 58.268 |

## Transport

### Ferrocarril
- JR Hokkaidō, Línia Chitose
  - Estació de Kitahiroshima

### Carretera
Es pot accedir a Kitahiroshima per les carreteres nacionals 36, 274 i per una eixida a l'autopista.

## Ciutats agermanades
- Higashihiroshima, prefectura de Hiroshima, Japó (1980)